# Naturschutzgebiet An der Rösenbecker Burg

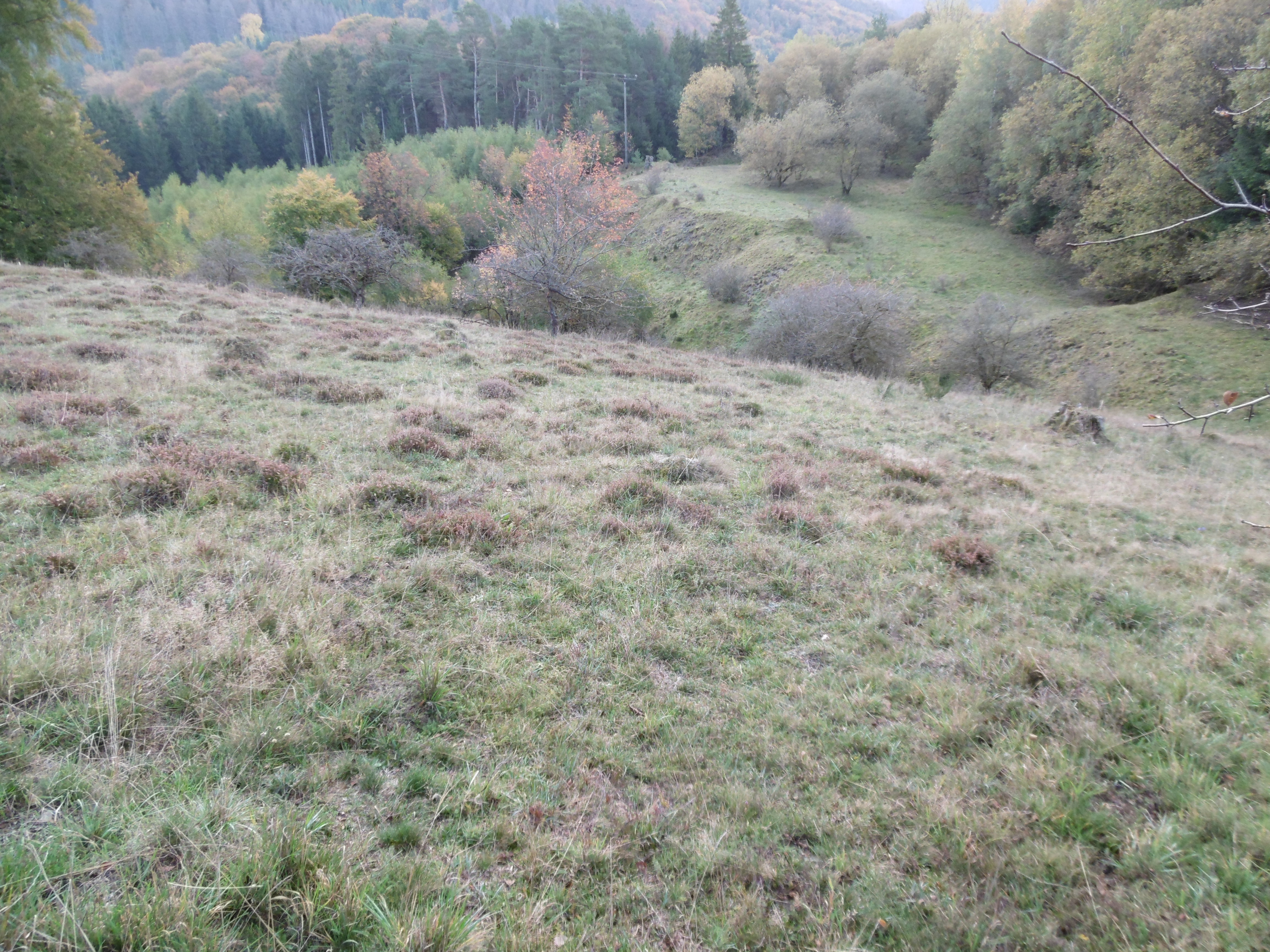
Vorne Heide Altenfils

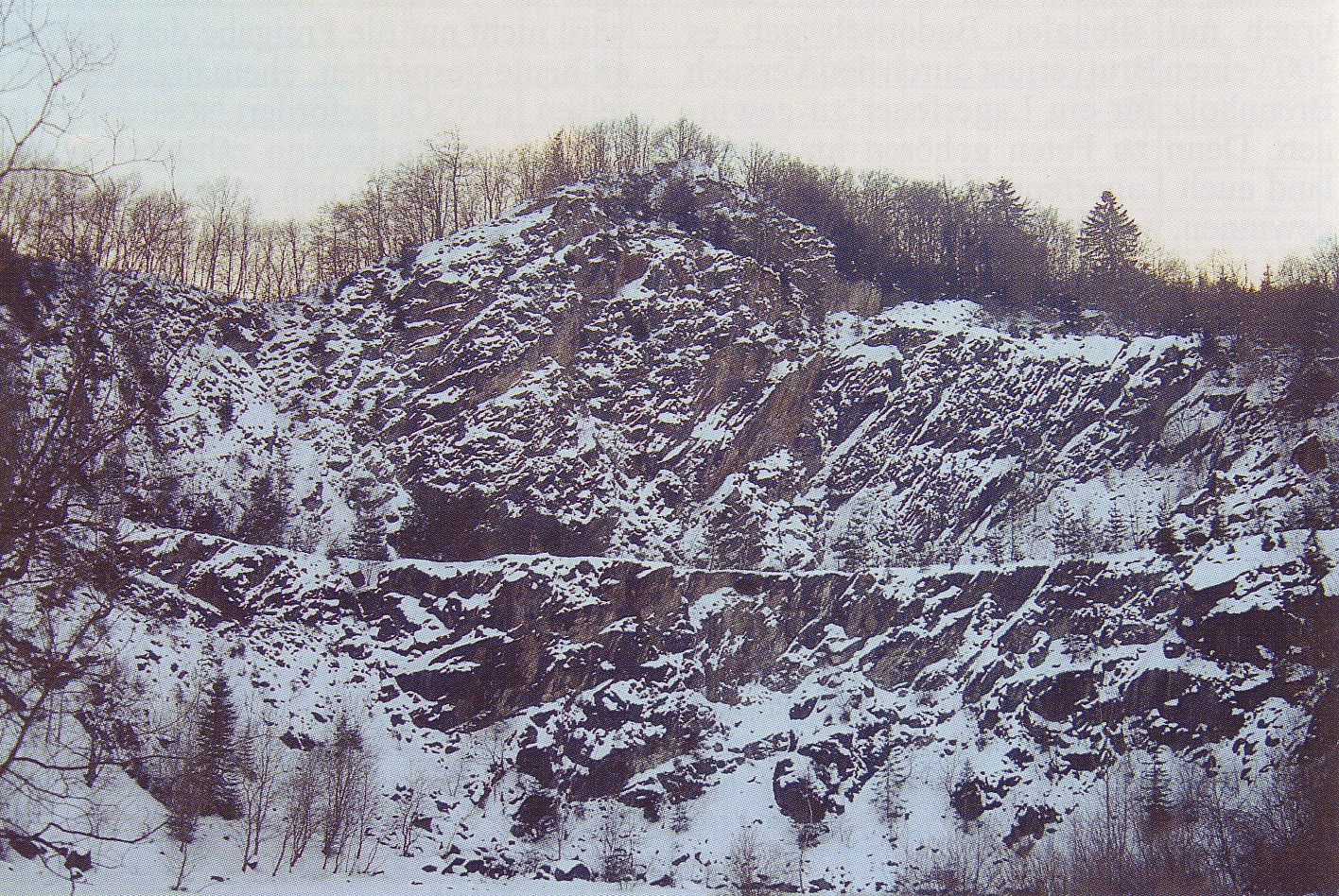
Steinbruch Burg Ost

Das Naturschutzgebiet An der Rösenbecker Burg mit einer Größe von 8,1 ha liegt südöstlich von Rösenbeck im Stadtgebiet von Brilon. Das Gebiet wurde 2008 mit dem Landschaftsplan Hoppecketal durch den Hochsauerlandkreis als Naturschutzgebiet (NSG) ausgewiesen. Das NSG bildet mit dem Naturschutzgebiet Weiße Frau / Rösenbecker Burg das FFH-Gebiet Buchenwälder und Schutthalden an der „Weißen Frau“ (DE 4518-303). Das NSG gehört seit 2023 zum Vogelschutzgebiet Diemel- und Hoppecketal mit angrenzenden Wäldern.

## Gebietsbeschreibung
Beim NSG handelt es sich um einen ehemaligen Diabasbruch im Süden und um teils artenreiche Bestände von Borstgrasrasen, Kalkmagerrasen und Zwergstrauchheiden im Norden. Im NSG kommen seltene Tier- und Pflanzenarten vor.

## Schutzzweck
Das NSG soll Steinbruch und Grünland mit deren Arteninventar schützen. Wie bei allen Naturschutzgebieten in Deutschland wurde in der Schutzausweisung darauf hingewiesen, dass das Gebiet „wegen der Seltenheit, besonderen Eigenart und Schönheit des Gebietes“ zum Naturschutzgebiet wurde.
Der Landschaftsplan führt zum speziellen Schutzzweck auf: „Sicherung von Sekundärbiotopen aus landwirtschaftlicher bzw. abgrabungswirtschaftlicher Nutzung als Lebensräume etlicher gefährdeter, teilweise vom Aussterben bedrohter Tier- und Pflanzenarten; Unterstützung dieser Habitatfunktion durch Einbeziehung einer dauerhaft bestockten Waldfläche im Südosten; Erhaltung des ehemaligen Diabas-Steinbruchs als erdgeschichtlich interessantem Aufschluss. Wesentlicher Schutzzweck ist auch die Sicherung des ökologischen Netzes ‚Natura 2000‘ im Sinne der FFH-RL, dem die hier wirksamen Ge- und Verbote des allgemeinen Festsetzungskataloges unter 2.1 ebenso dienen wie die unten formulierten festsetzungsspezifischen Gebote.“